# 松田正一
松田 正一（まつだ まさかず、1884年（明治17年）12月23日 - 1972年（昭和47年）7月20日）は、日本の政治家。衆議院議員（7期）。

## 経歴
和歌山県名草郡、のちの海草郡貴志村（現和歌山市）で生まれた。関西法律学校を経て、1906年京都法政大学（現在の立命館大学）法律科卒。卒業後は古河鉱業から大阪市役所に勤務する。津市共融合資会社の法律顧問となり津市に来住。
その後、津市議、同副議長、三重県議などを経て、1930年の第17回衆議院議員総選挙では三重1区（当時）から立憲民政党非公認で立候補して最下位で初当選し、同選挙区で民政党4人目の当選者となった。以来連続7回当選。米内内閣大蔵参与官、第1次吉田内閣運輸政務次官などを歴任した。1949年の第24回衆議院議員総選挙では民主自由党公認で立候補したが落選。1950年の第2回参議院議員通常選挙に全国区から無所属で立候補したが落選し、政界を引退した。
この他、共融無尽株式会社取締役会長、第三相互銀行（現在の三十三銀行の前身）取締役会長も務めた。

## 逸話
- カイゼル髭で知られ「ヒゲの松田」と呼ばれた[11]。

## 栄典
- 1940年（昭和15年）8月15日 - 紀元二千六百年祝典記念章[12]